# チョイバルサン市
チョイバルサン（モンゴル語: Чойбалсан）は、モンゴル国東部の都市。

## 概要

### 名称
1941年に革命家のホルローギーン・チョイバルサンをたたえて、それまでのバヤン・トゥメン (Баян Түмэн) から改称された。清代には中前旗や克魯倫とも呼ばれた。ドルノド県の県都で、行政上の正式名称はヘルレン郡（ソム）である。総面積281平方キロ。ヘルレン川河畔の標高747m地点に位置する。

## 地理

### 地形

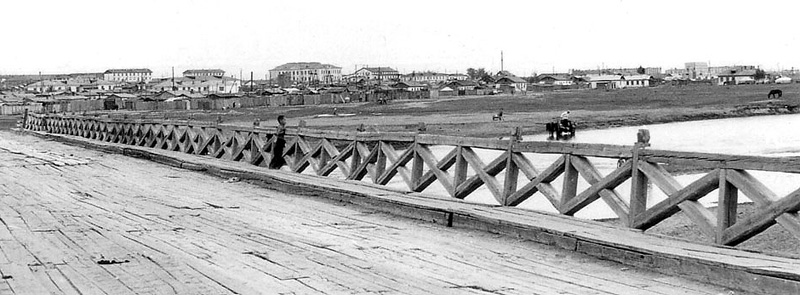
市街地を流れるヘルレン川（1972年）

市の中心部にヘルレン川が流れている。

#### 河川
主な川
- ヘルレン川

### 気候
ケッペンの気候区分でいうステップ気候 (BSk) で、夏は冷涼湿潤だが冬には乾燥と極寒が襲う。
| チョイバルサンの気候     | チョイバルサンの気候 | チョイバルサンの気候 | チョイバルサンの気候 | チョイバルサンの気候 | チョイバルサンの気候 | チョイバルサンの気候 | チョイバルサンの気候 | チョイバルサンの気候 | チョイバルサンの気候 | チョイバルサンの気候 | チョイバルサンの気候 | チョイバルサンの気候 | チョイバルサンの気候 |
| 月                       | 1月                  | 2月                  | 3月                  | 4月                  | 5月                  | 6月                  | 7月                  | 8月                  | 9月                  | 10月                 | 11月                 | 12月                 | 年                   |
| ------------------------ | -------------------- | -------------------- | -------------------- | -------------------- | -------------------- | -------------------- | -------------------- | -------------------- | -------------------- | -------------------- | -------------------- | -------------------- | -------------------- |
| 平均最高気温 °C （°F）   | −14.4 (6.1)          | −10.7 (12.7)         | −0.5 (31.1)          | 10.5 (50.9)          | 19.0 (66.2)          | 24.9 (76.8)          | 26.6 (79.9)          | 24.4 (75.9)          | 18.0 (64.4)          | 8.8 (47.8)           | −3.4 (25.9)          | −11.8 (10.8)         | 7.62 (45.71)         |
| 日平均気温 °C （°F）     | −20.5 (−4.9)         | −17.7 (0.1)          | −7.8 (18)            | 2.6 (36.7)           | 11.3 (52.3)          | 17.6 (63.7)          | 19.8 (67.6)          | 17.9 (64.2)          | 10.6 (51.1)          | 1.5 (34.7)           | −9.8 (14.4)          | −17.6 (0.3)          | 0.66 (33.18)         |
| 平均最低気温 °C （°F）   | −25.5 (−13.9)        | −23.9 (−11)          | −14.8 (5.4)          | −4.1 (24.6)          | 3.8 (38.8)           | 10.8 (51.4)          | 14.4 (57.9)          | 12.1 (53.8)          | 4.9 (40.8)           | −4.2 (24.4)          | −15.2 (4.6)          | −22.7 (−8.9)         | −5.37 (22.33)        |
| 降水量 mm （inch）       | 1.6 (0.063)          | 1.9 (0.075)          | 2.9 (0.114)          | 6.3 (0.248)          | 14.4 (0.567)         | 39.0 (1.535)         | 57.4 (2.26)          | 43.3 (1.705)         | 27.2 (1.071)         | 7.7 (0.303)          | 3.3 (0.13)           | 2.6 (0.102)          | 207.6 (8.173)        |
| 平均降水日数 （≥1.0 mm） | 0.6                  | 1.0                  | 0.7                  | 1.6                  | 3.2                  | 5.7                  | 8.7                  | 8.1                  | 4.6                  | 1.6                  | 1.1                  | 0.9                  | 37.8                 |
| 平均月間日照時間         | 198.4                | 214.7                | 266.6                | 264.0                | 294.5                | 306.0                | 297.6                | 288.3                | 258.0                | 238.7                | 201.0                | 176.7                | 3,004.5              |
| 出典：香港天文台         |                      |                      |                      |                      |                      |                      |                      |                      |                      |                      |                      |                      |                      |

### 人口
市の総人口は4万5490人（1994年）、4万1714人（2000年）、3万6142人（2003年）、3万9500人（2006年）、3万9500人（2007年、県総人口の53.2%）、3万8150人（2008年、県総人口の51.2%）と推移している。都市としては国内第4位の人口規模をほこる。

#### 民族構成
多数派をしめるのはハルハで、このほかブリヤート人、バルガ族、ウジュムチンがいる。中国の内モンゴル自治区からの移民も含まれる。

## 歴史
古来から交易の要衝であったこの地は19世紀に市になり、20世紀には東モンゴルの経済の中心に成長した。しかし1992年の民主化でロシア人労働者が流出すると経済は大きく衰退、いまでも国内最悪水準の失業率にあえいでいる。
ノモンハン事件の英雄のゲオルギー・ジューコフ将軍を記念した博物館がある。

## 対外関係

### 姉妹都市･提携都市
姉妹都市
- チタ（ロシア連邦 ザバイカリエ地方）- 1995年

## 交通

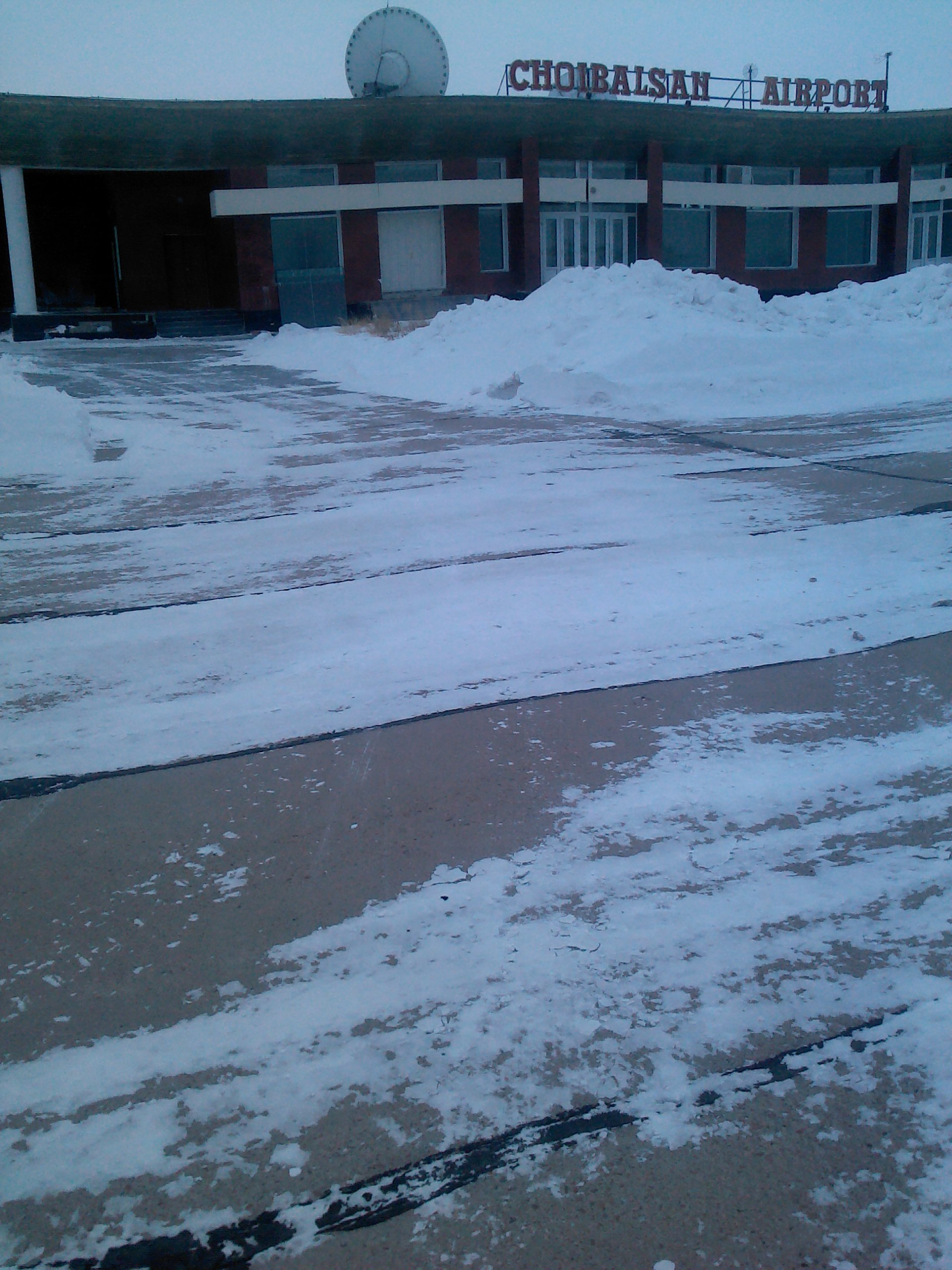
チョイバルサン空港

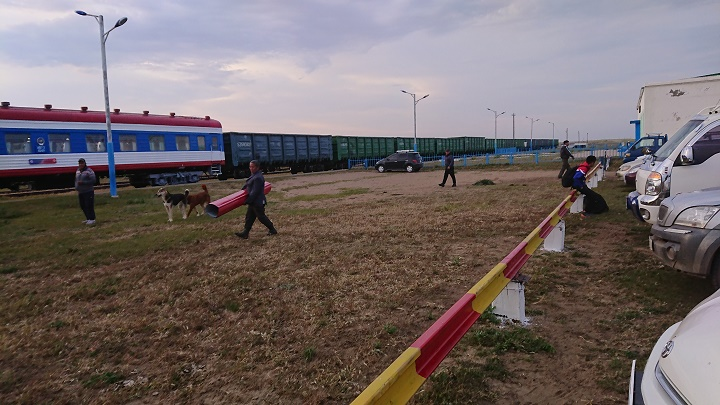
東部貨物線

### 空港
- チョイバルサン空港

国内線
- チョイバルサン空港から首都ウランバートルへ定期便が運航されている。

国際線
- 中華人民共和国のフルンボイル市ハイラル区にあるフルンボイル・ハイラル空港への定期便が運航されている。

### 鉄道
シベリア鉄道のボルジャ駅からの支線が国境を越え南下し、終着駅となっている（東部貨物線）。貨物専用（ただしモンゴル国内に限り客車併結により週２往復旅客輸送あり、2018年9月現在）。モンゴル国内のネットワークとは接続していない。
チョイバルサンまではノモンハン事件直後の1939年に完成した。

### 道路

#### 高速道路
- 2015年に首都ウランバートルまで開通した。

## 観光

### 観光スポット
主な観光スポット
- ヘルレン川
- ゲオルギー・ジューコフ将軍記念博物館

## 出身･関連著名人
- ホルローギーン・チョイバルサン